# دانيال فرانكس
دانيال فرانكس (بالإنجليزية: Daniel Franks)‏ هو دراج نيوزلندي، ولد في 2 أكتوبر 1993.